# Вина (право)
Вижте пояснителната страница за други значения на Вина.
Вината се определя като субективно отношение на дееца към извършеното от него деяние и последиците му. Тя отразява онези вътрешни, ментални преживявания или тяхната липса, при които деянието може да се вмени в отговорност на дееца.
Вината е поначало необходим елемент от субективната страна на фактическия състав на правонарушението. Други елементи като цел, мотиви и др. могат са от значение за съставомерността само в определени случаи, а в други – за определяне на наказанието. В гражданското право е прогласена вината като дължимо поведение.
Разглеждат се по два момента на вината (елементи, компоненти, групи душевни преживявания). При прекия и косвения умисъл и самонадеяността това са интелектуалният (предвижда) и волевият (иска/не иска) момент, а при несъзнаваната непредпазливост – положителен (длъжен и могъл да предвиди) и отрицателен (не е предвиждал) – при липсата на представи волеви момент не се формира и дееца се смята за луд или за правонарушител.

## Отграничения
Юридическото понятие за вината като отношение към извършваното се различава от психологическото в смисъл на вътрешни изживявания след извършване на деянието – угризения, съжаление.
Разлика има и с разговорното разбиране за вина, при което под „не съм виновен“, се има предвид неволно извършване, липса на умисъл, докато в правото отговорност се носи и за невнимателни, небрежни постъпки, правонарушения и престъпления (основно).
Вината се различава и от виновността, разбирана като съпричастност на уличения в инкриминираното или вредоносното деяние. Съществуват псевдоучени, които след като бъркат понятието за вината, създават книжлета за правонарушители и защитават тезите си пред съответните научни журита. Непознаването на проблема за вината дава несвързани логически мисли в поднасяната литература. Но във всички случаи деянието е виновно когато се докаже в съда, а не когато някой си го напише като правонарушение или друга форма на вина. Бутафорните изкази се срещат често в учебниците на преподавателите по Наказателно право за разлика от Гражданското право. В гражданското право вината е основна форма за неизпълнение на поетите задължения по създаденото правоотношение.
В българската правна теория преобладава схващането за единство на вината в различните правни отрасли . Според него под вина се разбира едно и също и в публичното (основно наказателното) и в частното (гражданското) право. Дефиниция за формите на вината има само в гражданските закони, приложима навсякъде. Обаче, особено в гражданскоправната теория, се изказват разбирания за собствено понятие за вината под влиянието на римскоправната традиция, която го е утвърдила със създаването на ЦИВИЛНОТО ПРАВО (цивилистика). Разликите са основно при непредпазливостта – по отношение на съдържанието, формите и на критерия за наличие на вина.
Вменяемостта е възможността на лицето да разбира свойството и значението на деянието и да ръководи постъпките си (чл. 31, 33 НК). Така погледнато, вменяемостта е юридическа предпоставка на вината в наказателното право, докато в гражданското не се изисква такова нещо. Съществува и друго (застъпвано основно преди) схващане, според което вменяемостта е единият елемент на вината, а другият са нейните алтернативни форми. Вменяемостта са тези предпоставки, които свързват дееца с деянието и му го „приписват“ в прокуратурата като съзнателно неправомерно. Т.е. това разбиране разширява понятието за вменяемост, и това за вина, но и в неговите рамки вменяемостта се разглежда като необходима съставка – без нея няма вина. Приписването се е „узаконило“ в последно време в повечето институции и ведомства като способ за доказване на вината на повечето граждани по българското право.
Законодателят посочва определени изключващи вината обстоятелства.

## Форми на вината
| „                  | Чл. 11. (1) Общественоопасното деяние е извършено виновно, когато е умишлено или непредпазливо. (2) Деянието е умишлено, когато деецът е съзнавал общественоопасния му характер, предвиждал е неговите общественоопасни последици и е искал или допускал настъпването на тези последици. (3) Деянието е непредпазливо, когато деецът не е предвиждал настъпването на общественоопасните последици, но е бил длъжен и е могъл да ги предвиди, или когато е предвиждал настъпването на тези последици, но е мислил да ги предотврати. Чл. 15. Не е виновно извършено деянието, когато деецът не е бил длъжен или не е могъл да предвиди настъпването на общественоопасните последици (случайно деяние). | “ |
| Наказателен кодекс | |   |

Градацията на формите на вината изглежда така:
| –1          | 0               | 1                            | 2                          | 3             | 4           |
| неизвършено | случайно деяние | несъзнателна непредпазливост | съзнателна непредпазливост | косвен умисъл | пряк умисъл |

В първите два случая не е налице вина, било защото отговорност за помисли без деяние понастоящем не се носи в правото (-1), било защото при полагане на дължимата грижа деянието не е могло да бъде избегнато, т.е. то се дължи само на външни сили (0).
При умисъла у дееца са налице представи за съответните факти и последици и той няма нищо против настъпването им. Той може да ги цели (желае, иска) пряко – пряк умисъл (4), или само да се съгласява с тях (не им се противопоставя, не му „пука“, примирява се) – косвен, евентуален умисъл (3). В това отношение някои законодателства, напр. германското, предвиждат три вида на умисъла. В гражданското право умисълът се нарича и „недобросъвестност“.
При съзнаваната непредпазливост у дееца също са налице представи за неправомерния характер на деянието и последиците му, но не желае настъпването им и се надява да попречи на случването им. Тази форма се нарича още самонадеяност (2). Небрежност (1) е налице когато деецът не знае за забранеността на действията си или за вредните им последици, но е бил длъжен и е могъл да знае.
В наказателното право се наказват поначало само умишлените престъпления във всичките му разновидности, а непредпазливите – основно при особени тежки последици (напр. причиняване на смърт) (чл. 11 ал. ІV НК). Административно се наказват поначало всички виновни деяния, а формата би трябвало да е от значение за индивидуализацията на наказанието (чл. 7 ал. ІІ ЗАНН). В гражданското право и при дисциплинарната отговорност по принцип се носи отговорност за всяко деяние, а небрежността се предполага.